# Казахская интеллигенция
Казахская интеллигенция —  это социальная группа, представляющая наиболее образованную и культурно активную часть казахского общества, традиционно играющая ключевую роль в формировании национальной идентичности, развитии образования, науки, культуры и общественной мысли. В современной казахской речи часто используется термин «зиялы қауым», который шире понятия «интеллигенция» и включает не только ученых и деятелей культуры, но и политиков, журналистов, общественных деятелей, объединённых идеей служения интересам народа.

## Становление казахской интеллигенции
Основы мировоззрения традиционного казахского общества закладывались в устном народном творчестве и наследии мыслителей времён Казахского ханства (от Асана Кайгы до Бухара-жырау). Во второй половине XIX века происходило концентрированное выражение традиционных взглядов на различные стороны общественной жизни и переосмысление их с учётом нового времени. Этому способствовали труды Абая Кунанбаева и других казахских просветителей времён Российской империи, а также деятельность джадидистского движения.
В число наиболее образованных слоёв Казахского ханства входили жырау, бии, представители исламского духовенства. Однако до XIX века образование можно было получить только в медресе, которые в основном готовили религиозных служителей. В таких учебных заведениях наряду с основами ислама преподавали философию, астрономию, историю, языки, медицину, математику. Срок обучения составлял 3—4 года. Некоторые религиозные деятели получали дополнительное образование в Бухаре, Стамбуле и других крупных городах мусульманского мира.
Первые светские школы на территориях проживания казахского населения открываются только с началом присоединения к Российской империи. В 1786 году в Омске открылась Азиатская школа, в 1789 году — правительственная школа в Оренбурге. В XIX веке они были преобразованы в Омское войсковое казачье училище (ныне Омский кадетский корпус) и Оренбургский Неплюевский кадетский корпус соответственно. В 1841 году в Букеевской Орде была открыта школа Жангира — первая казахская школа. В ней преподавались русский и восточные языки, математика, география, основы ислама. В конце XIX века в Туркестанском крае была создана сеть «русско-туземных школ» — школ начального образования, созданных русской администрацией для подготовки чиновников нижнего звена. Выпускниками светских школ были такие известные деятели казахской культуры, как Чокан Валиханов, Ибрай Алтынсарин, Абай Кунанбаев, Мухаммед-Салих Бабаджанов, Шакарим Кудайбердиев и многие другие. Они выступали сторонниками просвещения и обновления казахского общества, резко критиковали отсталость патриархально-феодальных общественных устоев и заявляли о необходимости политических перемен в Российской империи и в Туркестанском крае в частности, внедряя передовые идеи в казахское общество посредством своего творчества и общественной деятельности.
Во второй половине XIX века появляются казахские печатные издания. Казахские книги издавались в Санкт-Петербурге, Казани, Оренбурге, Ташкенте, Семипалатинске. Первой казахской газетой стало приложение «Түркістан уәлаятының газеті» к газете «Туркестанские ведомости», увидевшее свет 28 марта 1870 года. В 1911 году было организовано издание первого казахского журнала «Айкап», в 1913 году — газеты «Казах». На страницах этих периодических изданий освещались различные стороны жизни казахского общества.
При этом даже в начале XX века в казахской общественной мысли казахи и киргизы порой представлялись единым народом. Например, значимая теоретическая работа казахского общественного деятеля Алихана Букейханова носила название «Киргизы».

## Казахская интеллигенция в начале XX века

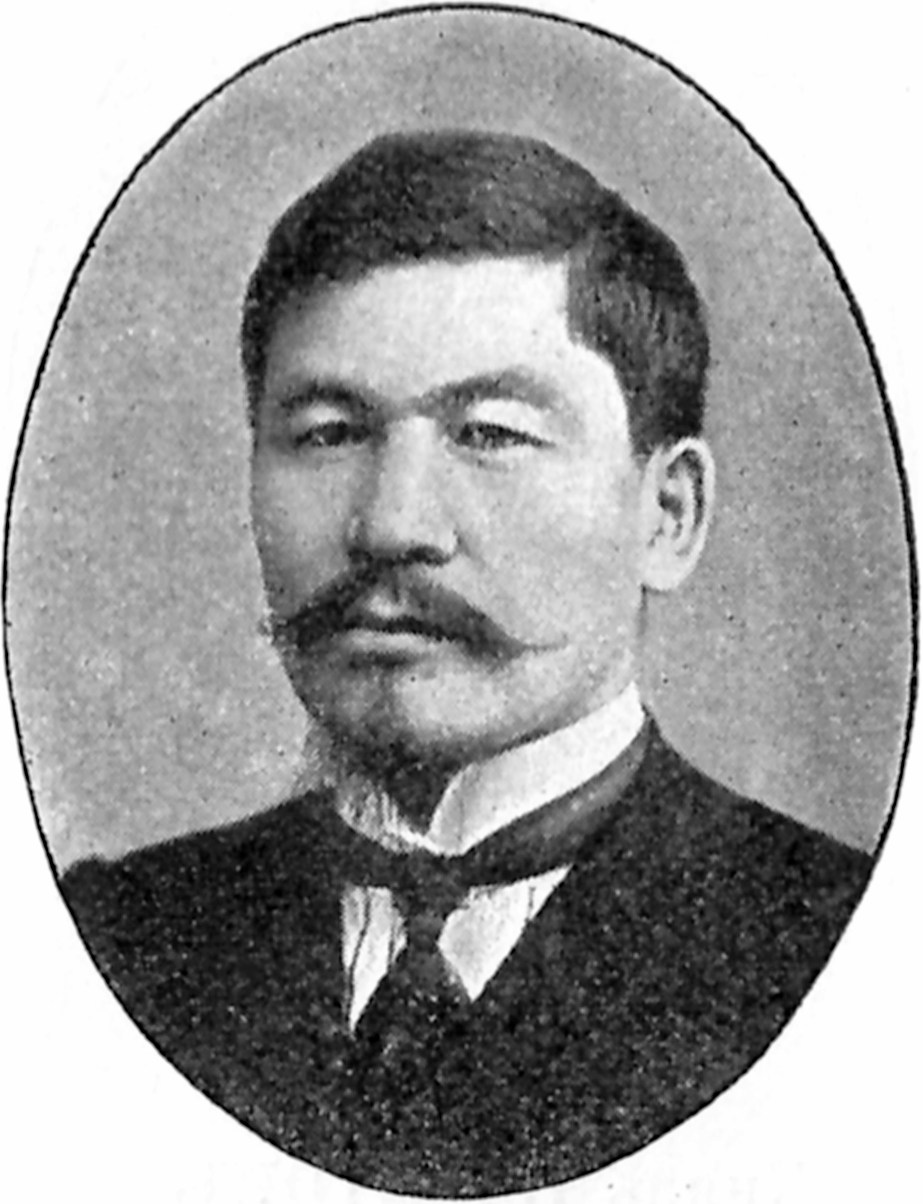
Алихан Букейханов

В начале XX века формируется новое поколение казахской интеллигенции. Его составили Алихан Букейханов, Бахытжан Каратаев, Ахмет Байтурсынов и многие другие; в будущем — основатели казахской национальной партии «Алаш». Участники нового общественного движения декларировали опору своих взглядов на передовые демократические идеи мировой общественной мысли и духовное наследие Абая. В октябре 1905 года в Уральске они провели съезд делегатов пяти казахских областей Туркестанского края, который поставил на повестку дня вопрос о создании партии, защищающей национальные интересы казахского народа. В основу программы создающейся партии была положена программа кадетской партии. На съезде выдвигались следующие требования к российскому правительству: о признании земли собственностью местного населения, о прекращении переселения крестьян из других областей Российской империи, о равенстве казахского языка с другими языками, о повсеместном открытии национальных школ и строительстве мечетей, о расширении свободы вероисповедания и т. д.
Авторитет и влияние казахской интеллигенции стали заметными и в Российской империи в целом. Казахские депутаты избирались в состав Государственной думы, где входили в кадетскую и мусульманскую фракции. В I Думе было 4 депутата из их числа, во II Думе — 5 депутатов.
В то же время в Казахстане формировалось общественное движение левой направленности, консолидирующееся вокруг местных комитетов РСДРП. Его участники также утверждали, что опираются не только на опыт русской и зарубежной революционно-демократической мысли, но и на наследие Чокана Валиханова, Ибрая Алтынсарина и Абая Кунанбаева. Одним из первых видных представителей казахской интеллигенции, поддержавшим курс РСДРП, стал Алиби Джангильдин. В предреволюционные годы к нему присоединились такие будущие известные деятели советского Туркестана, как Турар Рыскулов, Назир Тюрякулов и Сакен Сейфуллин.
По неполным данным, до Октябрьской революции в Казахстане было около 3 тысяч учителей, 590 специалистов сельского хозяйства, 244 врача, 393 медицинских работника среднего звена. В годы Гражданской войны их число значительно сократилось. Например, в 1919 году в Казахстане насчитывалось всего 33 врача и несколько ротных фельдшеров.
В 1917—1918 годах из местных казахских партий наибольшим влиянием среди казахов пользовались следующие:
- «Алаш» — партия национально-либеральной ориентации, по программе близкая к кадетской партии. Вскоре после Октябрьской революции объявила Алашскую автономию — недолго существовавшее на территории Казахстана несоветское государственное образование. Во время Октябрьской революции и после начала Гражданской войны представители национально-либеральной казахской интеллигенции поддерживали Алашскую автономию и находились в оппозиции к власти большевиков. Однако после амнистии, объявленной ВЦИК 4 апреля 1919 года, члены партии «Алаш» и правительства Алаш-Орды переходят на сторону Советской власти[1].
- «Уш-Жуз» — пантюркистская[10] партия социалистического толка, основанная в конце 1917 года Колбаем Тогусовым и Муканом Айтпеновым[10]. «Уж-Жуз» ориентировалась на казахское население, недовольное программой партии «Алаш», и выступала против отделения от России[11]. Её костяк составляли представители как демократически настроенной интеллигенции, так и рабочего класса. С 1918 года партия активно сотрудничала с РКП (б) и вела борьбу с алаш-ординцами[12], несмотря на периодически возникающие трения с большевиками[5]. После установления Советской власти участники «Уш жуз» перешли в партию большевиков[13].

Конфликты между бывшими деятелями Алаш-Орды и партии «Уш-Жуз» продолжались и после вступления обеих фракций в ряды большевиков.

## Казахская интеллигенция в СССР

### Период расцвета в первые годы Советской власти

Алиби Джангильдин

Советская власть с первых лет начала интенсивное развитие культуры Казахстана, в том числе и национальной. Была проведена успешная кампания по ликвидации неграмотности. В 1921 году для казахских школ издаются первые советские учебники на родном языке, в создании которых участвовали Алихан Букейханов, Алимхан Ермеков, Магжан Жумабаев, Жусипбек Аймаутов, Ахмет Байтурсынов, Сакен Сейфуллин и другие известные представители национальной интеллигенции. Составителем первого школьного учебника алгебры на казахском языке стал Каныш Сатпаев, географии — Алихан Букейханов, истории Казахстана — профессор Санжар Асфендияров.
За развитие национального образования в начале 1920-х годов отвечала Казахско-киргизская комиссия по образованию при Народном комиссариате народного образования Туркестанской АССР, организованная в начале 1921 года в Ташкенте. Первым её председателем стал Иса Токтыбаев, которого осенью 1922 года сменил Халел Досмухамедов, бывший деятель Алашской автономии. Основной целью комиссии был выпуск научной и художественной литературы для национальных школ. Под её эгидой издавались учебники, авторские и фольклорные произведения и даже переводы европейских авторов на казахский язык.
К 1932 году, за 15 первых лет Советской власти, в Казахстане была создана система высших учебных заведений, открыто отделение Академии наук СССР (в 1946 году преобразовано в АН Казахской ССР), 12 научно-исследовательских институтов и большое количество иных наукоёмких учреждений. Значительный вклад в создание казахстанской высшей школы внесли Санджар Асфендияров, Темирбек Жургенов, Сакен Сейфуллин, Ахмет Байтурсынов, Мухтар Ауэзов, Кудайберген Жубанов и другие казахские деятели науки и культуры.
В 1926 году в Кзыл-Орде на базе любительского театра Оренбургского казахского института народного образования открылся первый профессиональный казахский театр. У его истоков стояли Мухтар Ауэзов, Жумат Шанин, Сералы Кожамкулов, Калибек Куанышпаев, Курманбек Джандарбеков и другие казахские драматурги, режиссёры и актёры. Основоположником казахской национальной школы живописи стал Абылхан Кастеев, в дальнейшем народный художник Казахской ССР.

### Период репрессий
Однако дальнейшее укрепление Советской власти привело к серьёзным гонениям и сокрушительным репрессиям казахской интеллигенции. Первый виток гонений ознаменовало назначение в 1925 году Филиппа Голощёкина первым секретарём Казахстанского крайкома ВКП (б). Назначению Голощёкина предшествовало письмо И. В. Сталина членам бюро Казкрайкома ВКП (б) от 29 мая 1925 года. В этом письме Сталин отмечал сходство идей, присутствующих в статьях антисоветского публициста-эмигранта Мустафы Шокая и материалах советской газеты «Ак жол», и требовал принять немедленные меры по данному поводу, а также призывал свести к нулю участие беспартийной интеллигенции в борьбе на политическом и идеологическом фронтах. В результате после III пленума Казкрайкома ВКБ (б) в 1926 году казахские коммунисты, занимавшие руководящие должности, подверглись резкой критике. Многие представители казахской интеллигенции были сняты со своих постов.
В конце 1920-х годов были арестованы почти все бывшие деятели Алашской автономии. После предъявления обвинений в «буржуазном национализме» и шпионаже они были приговорены к тюремному заключению либо ссылке в Черноземье, а нескольких человек приговорили к расстрелу. Этот период истории Казахстана получил название «Малый Октябрь».
Наиболее же тяжёлый урон советскому обществу и казахской интеллигенции в частности был нанесён во времена «большого террора» 1937—1938 годов. По мнению казахстанского геолога и историка Надира Азербаева, в эти годы было уничтожено два поколения казахской интеллигенции. По словам исследователя Ларисы Куделиной, «власть прежде всего старалась обезглавить народ, ликвидировав мыслящую интеллигенцию».

### Проблемы, возникшие в предвоенный период
Перевод казахской письменности от арабской графики сначала к латинице, а впоследствии к кириллице резко усложнил образовательный процесс на родном языке, поскольку казахам дважды пришлось осваивать новый алфавит. Кроме того, население оказалось оторвано от культурного наследия прошлого, зафиксированного в книгах с арабским шрифтом.
С 1926 по 1939 годы число занятых умственным трудом в Казахстане выросло в 7,9 раз, с 54 тыс. до 429,8 тыс. чел. Из них 178 тыс. чел. были казахской национальности. Однако ввиду нехватки высших учебных заведений и техникумов на работу зачастую приходилось приглашать вчерашних рабочих и крестьян, окончивших краткосрочные курсы. Особенно не хватало квалифицированных кадров в сельском хозяйстве. Кроме того, доля казахов среди высококвалифицированных специалистов оставалась незначительной и в 1939 году составляла всего 8 %. Незначительной была и доля специалистов-женщин казахской национальности.

### Послевоенный период
В послевоенные годы число представителей казахской интеллигенции продолжило расти благодаря плодотворной деятельности высших и средних специальных учебных заведений. Только за 1945—1957 годы высшие учебные заведения Казахской ССР подготовили 43,5 тыс. специалистов, из которых 16,5 тыс. составляли казахи. С 1960 по 1977 годы численность казахов среди специалистов с высшим и средним специальным образованием, занятых в народном хозяйстве Казахстана, увеличилась в 5 раз (с 65,3 тыс. до 315,7 тыс.), а к началу 1980-х годов выросла ещё на 30 %. Национальная интеллигенция стала весомой частью казахского общества: если в 1959 её доля составляла 16 %, то в 1970 — 25,1 % от общего числа казахского населения.

### Период перестройки
Начало перехода к гласности и перестройке в СССР, а также последовавшие затем декабрьские события 1986 года оказали большое влияние на рост казахского национального общественного сознания. С конца 1980-х годов возрастает политическая активность казахской интеллигенции. В годы перестройки продолжился процесс реабилитации её представителей, репрессированных в 1930-е годы. Началось глубокое исследование «белых пятен» казахской истории, замалчивавшихся в годы Советской власти. Активную работу в данном направлении проводило исторически-просветительское общество «Адилет». Одной из актуальных проблем стало возрождение казахского языка, уязвимость положения которого отмечалась некоторыми казахскими учёными ещё в 1950-е годы. Работу в данной области стало вести международное общество «Казах тили» (каз. Қазақ тілі). Решением экологических проблем активно занимались общественные движения «Невада — Семипалатинск», «Арал», «Табигат» и др. В конце 1980-х годов также отмечается волна интереса к исламу как части национального самосознания.

## Казахская интеллигенция в современном Казахстане
Согласно официальной историографии независимого Казахстана, казахская интеллигенция играет ведущую роль в крушении командно-административной системы и процессе строительства независимого государства. В декабре 1991 года после обретения Казахстаном независимости по требованию национальной интеллигенции казахский язык получил конституционный статус и был объявлен государственным языком. Крупным событием в культурной жизни республики стал созыв Всемирного конгресса казахов. Благодаря данному мероприятию известные казахские поэты, писатели, учёные, политики и бизнесмены, живущие за рубежом, начали устанавливать тесные контакты с соотечественниками.
Несмотря на преобладание проалашских оценок событий начала XX века, национально-либеральная позиция не является единственной в среде современной казахской интеллигенции. Так, по мнению политолога Булата Султанова, советский период необходимо оценивать «объективно, со всех сторон», «не идеализируя, но и не демонизируя». Публицист Чокан Лаумулин отмечает, что формирование казахской интеллигенции было бы невозможно без программы по ликвидации безграмотности, реализованной Советской властью.
В современной казахской интеллигенции выделяются два условных крыла:
- Традиционалистское - ориентируется на сохранение национальных ценностей, языка, культурного наследия.
- Космополитичное - более открытое к внешним влияниям, глобальным трендам и интеграции в мировое сообщество[25].

### Современные проблемы, которые решает казахская интеллигенция
1. Формирование национальной идентичности и культурное возрождение
- Современная казахская интеллигенция продолжает традицию своих предшественников, уделяя большое внимание вопросам национальной идентичности, сохранения и развития казахского языка, культуры и исторической памяти. После обретения независимости именно благодаря усилиям интеллигенции казахский язык получил статус государственного, а в обществе усилились процессы культурного и национального возрождения.

2. Образование, наука и просвещение
- Интеллигенция активно участвует в развитии системы образования, реформировании учебных программ, продвижении научных исследований и просветительской деятельности. Однако в этой сфере существуют и острые проблемы - отмечается формализм, случаи плагиата и карьеризма среди части научного сообщества, что подрывает доверие к институту интеллигенции.

3. Общественная и политическая активность
- Казахская интеллигенция традиционно воспринимается как носитель критического взгляда на власть и защитник национальных интересов. Однако сегодня многие представители интеллигенции избегают открытых высказываний по острым вопросам, что вызывает критику в обществе и ощущение недостатка «голоса» интеллигенции в формировании политической культуры и общественного мнения.

4. Баланс между традициями и модернизацией
- Внутри самой интеллигенции существует дискуссия между традиционалистским и космополитическим крылом: одни выступают за сохранение национальных ценностей, другие - за интеграцию в глобальное сообщество и заимствование лучших мировых практик.

5. Борьба с социальными и этическими вызовами
- Интеллигенция сталкивается с необходимостью противостоять духовному кризису, распространению формального патриотизма и национализма, который иногда воспринимается как экстремизм. Также остро стоит вопрос внутренней культуры, этики и ответственности представителей интеллигенции перед обществом.

6. Сохранение и развитие казахского языка
- Одной из ключевых задач остается популяризация и развитие казахского языка в условиях многоязычия и глобализации. Интеллигенция инициирует проекты по поддержке казахоязычного образования, литературы и СМИ.

7. Историческая память и переосмысление прошлого
- Интеллигенция занимается исследованием «белых пятен» истории, реабилитацией репрессированных, объективным анализом советского и досоветского периодов, что важно для формирования зрелой национальной идентичности и гражданского самосознания.

## Казахская интеллигенция за пределами Казахстана

### В Китае
Развитие казахской интеллигенции в Китае получило существенный импульс благодаря принятой в 1934 году в СССР программе подготовки синьцзянских студентов (в том числе казахской национальности) в высших и средних специальных учебных заведений Казахской АССР, Узбекской ССР и некоторых городов Сибири. В рамках этой программы к началу 1940-х годов было подготовлено более 30 тысяч специалистов различных профессий.
В середине 1930-х годов в Синьцзяне появляются газеты и журналы на казахском языке. С 1960-х годов действует Народная радиостанция СУАР, вещающая в том числе на казахском языке. В 1971 году начинает работу Казахская редакция Радио Китая в Пекине. В 1983 году на региональном телеканале городского округа Алтай впервые стали выходить передачи на казахском языке, а с 1997 года начинается спутниковое вещание казахскоязычных передач канала XJTV 3 на всю территорию Китая и приграничные страны. С развитием Интернета в КНР появляются казахскоязычные сайты различной тематики. К настоящему времени в Китае создана развитая сеть СМИ на казахском языке.
В 1954 году в Урумчи открылось Синьцзянское народное издательство, печатавшее в том числе произведения казахских поэтов и писателей. Позднее возникло Казахское отделение Национального издательства в Пекине.
В настоящее время большинство представителей казахской интеллигенции в СУАР имеет высшее образование, полученное в университетах Пекина, Шанхая и других городов Китая (либо в Японии), и проживает главным образом в городах

### В Монголии
В Монголии после Второй мировой войны сложилась развитая литературная традиция, основоположником которой считается Актан Бабиулы. В 1950-е годы начали выходить литературные журналы на казахском языке, а в 1968 году при Союзе писателей МНР было создано казахское отделение. Однако в постсоветские годы значительная часть казахской интеллигенции Монголии репатриировалась в Казахстан. В их числе известный историк Каржаубай Сарткожаулы.

### В Западной Европе
Среди антисоветски настроенных казахских эмигрантов XX века выделяются публицисты Мустафа Шокай, деятель пантюркистского движения в 1920—1930-е годы, и Хасен Оралтай, главный редактор казахской редакции радио «Свобода» в Мюнхене.